# Äggnebulosan
Äggnebulosan (också känd som RAFGL 2688) är en bipolär protoplanetär nebulosa på ungefär 3 000 ljusårs avstånd i stjärnbilden Svanen. Dess säregna egenskaper beskrevs först 1975 med hjälp av data från den 11 μm-kartläggning som erhölls med sondraket av Air Force Geophysical Laboratory (AFGL) mellan 1971 och 1974. (Tidigare katalogiserades objektet av Fritz Zwicky som ett galaxpar.) 

## Beskrivning

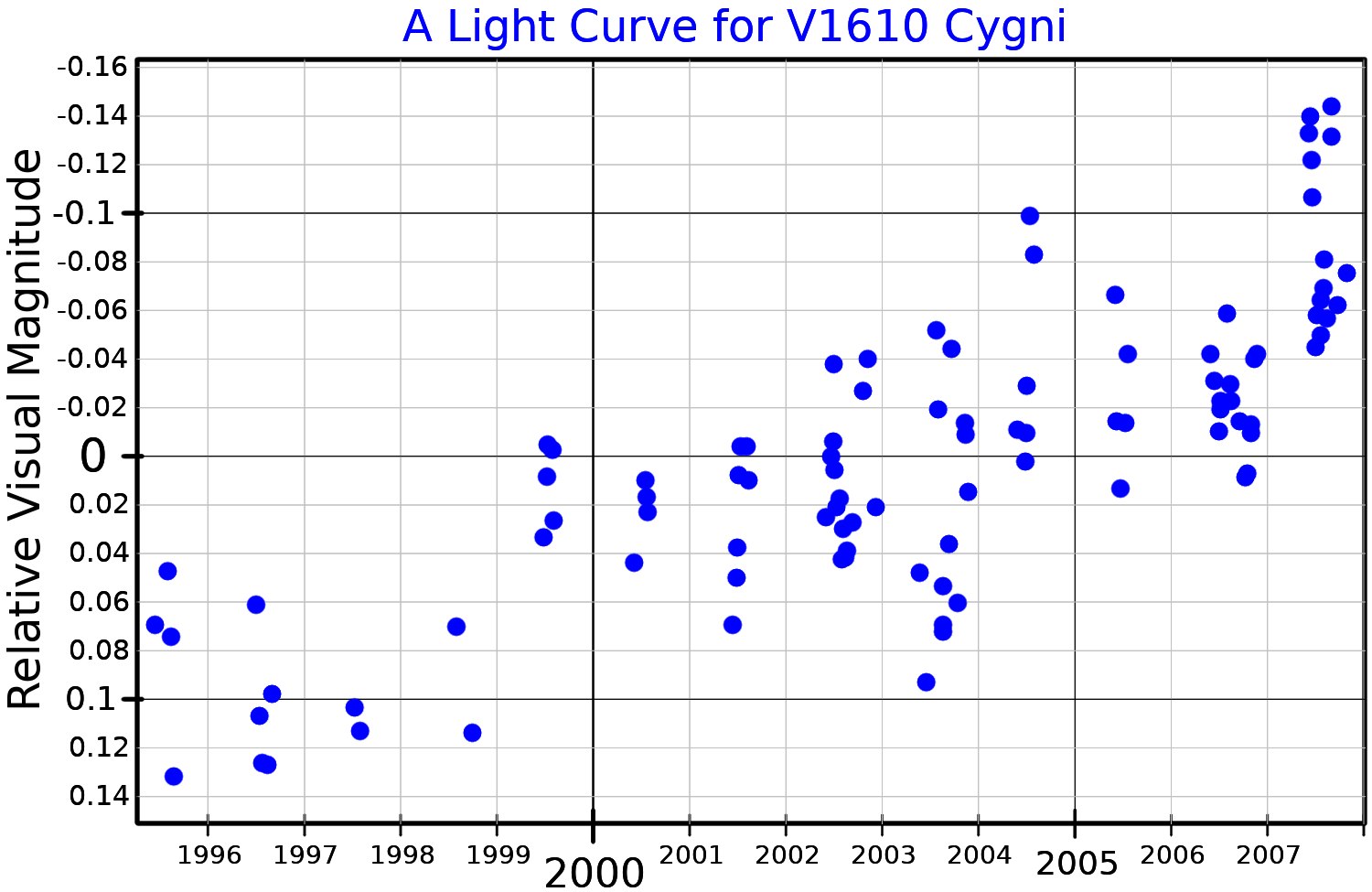
En ljuskurva i visuella bandet för V1610 Cygni (Äggnebulosan), anpassad från Hrivnak et al. (2010).

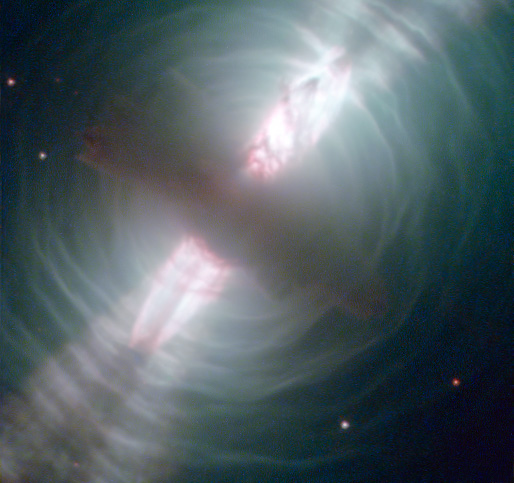
Bild producerad från exponeringar i synligt och infrarött ljus från Hubbles vidvinkelkamera 3.

Äggnebulosans utmärkande drag är serien av ljusa bågar och cirklar som omger centralstjärnan. Ett tätt lager av gas och stoft omsluter den centrala stjärnan och blockerar dess direkta ljus i vår siktlinje. Ljuset från den penetrerar dock de tunnare områdena av denna stoftrika inhägnad och lyser upp de yttre gaslagren för att skapa de bågar som syns i denna bild (Hubblesfären). Spektra av stjärnljuset som sprids av stoftet visar att stjärnan är av spektraltyp F5. Fotosfären för en F5-stjärna är cirka 900 K varmare än solens, men den är fortfarande inte tillräckligt varm för att ha börjat jonisera nebulosan. Därför befinner sig Äggnebulosan i ett något tidigare evolutionärt stadium än Westbrooknebulosan, vars centrala stjärna av spektraltyp B0 har börjat jonisera nebulosan.
Det stoftrika höljet runt centralstjärnan är mycket sannolikt en skiva. De bipolära utflödena i bilden tyder på att systemet har rörelsemängdsmoment, vilket mycket sannolikt genereras av en ackretionsskiva. Dessutom skulle en skivgeometri förklara den varierande tjockleken på höljet som tillåter ljus att släppas ut längs skivans axel och belysa de yttre gaslagren, men fortfarande blockerar det från vår direkta syn längs skivans kant. Även om stoftrika skivor har bekräftats runt flera objekt efter AGB (S. De Ruyter et al., 2006), är en skiva runt Äggnebulosan ännu inte bekräftad. 
Äggnebulosan visar stark emission av mikrovågsstrålning från rotationsövergångar av kolmonoxid (CO) och vätecyanid (HCN). Närvaron av stark HCN-emission anger att föregångarstjärnan AGB var en kolstjärna. Millimetervågsspektrallinjer från 38 molekylära arter har observerats i utflödet. CO- och HCN-spektra har en stark blåförskjuten P Cygni-absorptionsegenskap och visar närvaro av en höghastighetsvind på ca 100 km/sek inuti den kvarvarande AGB-vinden (som expanderar med 18 km/sek).
Äggnebulosan fotograferades med vidvinkelkameran och planetkameran 2 på Hubbleteleskopet. Äggnebulosan avger polariserat ljus som även kan ses visuellt med ett medelstort teleskop.

## Anteckningar
1. ^ distance × sin ( diameter_angle / 2 ) = 0.2 ly. radius
2. ^ 14.0[1] apparent magnitude - 5 * (log10(920 pc distance) - 1) = 4.2 absolute magnitude